# 1080er
Portal Geschichte | Portal Biografien | Aktuelle Ereignisse | Jahreskalender | Tagesartikel

◄ |
10. Jh. |
11. Jahrhundert
| 12. Jh. | ►

◄ |
1050er |
1060er |
1070er |
1080er
| 1090er | 1100er | 1110er | ►

1080 |
1081 |
1082 |
1083 |
1084 |
1085 |
1086 |
1087 |
1088 |
1089

## Ereignisse
- 1080: Erzbischof Wibert von Ravenna wird als Clemens III. zum Gegenpapst gewählt.
- 1080: Zweite Bannung von Heinrich IV. durch Papst Gregor VII.
- 1081: Militärrevolution in Byzanz, Alexios I. Komnenos zum Kaiser gekrönt.
- vor 1082: Teppich von Bayeux entstanden.
- 1083: Rückeroberung Madrids durch König Alfons VI.
- 1084: Heinrich IV. lässt sich vom Gegenpapst Clemens III. zum Kaiser krönen.
- 1088: Urban II. in Terracina zum Papst gewählt.